# Лысенко, Виктор Андреевич
Ви́ктор Андре́евич Лысе́нко (укр. Віктор Андрійович Лисенко; 28 мая 1947, Николаев — 23 июля 2003, Николаев) — советский и украинский футболист, выступавший на позиции защитника. Мастер спорта СССР (1969).

## Карьера
Обучался в ДЮСШ № 3 города Николаева. Играл за местную команду «Судостроитель» и за одесский «Черноморец» (в составе последнего провёл 100 игр). За сборную СССР сыграл одну игру против сборной Колумбии в 1969 году.
Был включён в список 33 лучших футболистов СССР по итогам сезона 1968 года.
В 1971 году был осуждён за непреднамеренное убийство в результате ДТП.

## Достижения

### Личные
- Один из обладателей приза «Лучшие дебютанты сезона»: 1967
- В списке «33 лучших футболистов СССР»: 1968 — № 3
- В списке лучших футболистов УССР[укр.] (2): 1968 — № 3, 1969 — № 2